# Saison 4 de The Last Ship
Chronologie
Saison 3 Saison 5
La quatrième saison de The Last Ship, série télévisée américaine, est constituée de dix épisodes, diffusée du 20 août 2017 au 8 octobre 2017 sur TNT.

## Distribution

### Acteurs principaux
- Eric Dane (VF : Renaud Marx) : commandant Tom Chandler puis Chef des opérations navales
- Adam Baldwin (VFB : Erwin Grünspan) : commandant Mike Slattery
- Travis Van Winkle (VFB : Sébastien Hébrant) : lieutenant Danny Green
- Marissa Neitling (VFB : Marie Du Bled) : lieutenant Kara Foster Green puis chef de cabinet adjoint du président
- Charles Parnell (VFB : Jean-Michel Vovk) : premier maitre Hugh Jeter
- Christina Elmore (VFB : Melissa Windal) : lieutenant Alisha Granderson
- Jocko Sims (VFB : Nicolas Matthys) : lieutenant Carlton Burk
- Kevin Michael Martin (VFB : Pierre Le Bec) : premier maître Eric Miller
- Bren Foster (VFB : Michelangelo Marchese) : maître principal Wolf Taylor
- Bridget Regan (VFB : Valérie Siclay) : Sasha Cooper

### Acteurs récurrents et invités
- Emerson Brooks : Commandant Joseph Meylan, commandant du USS Hayward puis Commandant en second du Nathan James
- Peter Weller : Dr Paul Vellek[2]
- Jackson Rathbone : Giorgio Vellek[3]
- Jonathan Howard (en) : James Fletcher[4]
- Sibylla Deen : Lucia Vellek[5]
- Drew Roy (VF : Alexandre Gillet) : Christos Vellek
- Wiley Pickett : Rodney Poynter
- Anthony Azizi (de) : Omar
- Jodie Turner-Smith (VFB : Fanny Dreiss) : second maître Azima Kandie

## Liste des épisodes

### Épisode 1:In Media Res
- États-Unis : 20 août 2017 sur TNT
- France : 4 janvier 2018 sur Warner TV

- États-Unis : 1,87 million de téléspectateurs[6] (première diffusion)

### Épisode 2:Les Colonnes d'Hercule
- États-Unis : 20 août 2017 sur TNT
- France : 4 janvier 2018 sur Warner TV

- États-Unis : 1,65 million de téléspectateurs[6] (première diffusion)

### Épisode 3:Dans l'arène
- États-Unis : 27 août 2017 sur TNT
- France : 11 janvier 2018 sur Warner TV

- États-Unis : 1,64 million de téléspectateurs[7] (première diffusion)

### Épisode 4:Nostos
- États-Unis : 3 septembre 2017 sur TNT
- France : 11 janvier 2018 sur Warner TV

- États-Unis : 1,66 million de téléspectateurs[8] (première diffusion)

### Épisode 5:Serment d'allégeance
- États-Unis : 10 septembre 2017 sur TNT
- France : 18 janvier 2018 sur Warner TV

- États-Unis : 1,46 million de téléspectateurs[9] (première diffusion)

### Épisode 6:La Tempête
- États-Unis : 17 septembre 2017 sur TNT
- France : 18 janvier 2018 sur Warner TV

- États-Unis : 1,58 million de téléspectateurs[10] (première diffusion)

### Épisode 7:Fête surprise
- États-Unis : 24 septembre 2017 sur TNT
- France : 25 janvier 2018 sur Warner TV

- États-Unis : 1,54 million de téléspectateurs[11] (première diffusion)

### Épisode 8:LeLazaret
- États-Unis : 1er octobre 2017 sur TNT
- France : 25 janvier 2018 sur Warner TV

- États-Unis : 1,31 million de téléspectateurs[12] (première diffusion)

### Épisode 9:Détecter, leurrer et détruire
- États-Unis : 8 octobre 2017 sur TNT
- France : 1er février 2018 sur Warner TV

- États-Unis : 1,33 million de téléspectateurs[13] (première diffusion)

### Épisode 10:L'Affrontement final
- États-Unis : 8 octobre 2017 sur TNT
- France : 1er février 2018 sur Warner TV

- États-Unis : 1,20 million de téléspectateurs[13] (première diffusion)